# Grand Ricci
Le Grand Ricci lub Grand dictionnaire Ricci de la langue chinoise (chiń. upr. 利氏汉法辞典; chiń. trad. 利氏漢法辭典; pinyin Lìshì Hàn-Fǎ cídiǎn; dosł. „Słownik chińsko-francuski Ricci”), nazwany na cześć włoskiego misjonarza Matteo Ricciego SJ. Jest największym słownikiem chińsko-francuskim i prawdopodobnie największym słownikiem chińskim w języku indoeuropejskim. Wymowa jest podana w transkrypcji Wade-Gilesa.

## Historia
W 1949 roku po zakończeniu chińskiej wojny domowej misjonarze europejscy opuścili teren Chin kontynentalnych i przenieśli się do Makau, które było wtedy pod panowaniem portugalskim. Wśród tych misjonarzy byli francuski ksiądz André Deltour i węgierski Zsámár Jenő  (Eugène Zsamar), którzy pracowali wcześniej w prowincji Hebei, którzy spotkali się i postanowili razem zredagować słownik. Eugène Zsamar już wcześniej postanowił zredagować taki słownik, kiedy przenosił się na południe zabrał ze sobą ponad 200 słowników języka chińskiego, a André Deltour też zebrał dużą liczbę materiałów na ten temat. Wspólnikom udało się rozpropagować pomysł i przyłączyli się do nich nowi misjonarze, planowano stworzyć słownik w językach: angielskim, francuskim, hiszpańskim, łacińskim i węgierskim. W 1952 roku zespół redakcyjny przeniósł się do Taizhong na Tajwanie. Podzielono się na 5 zespołów, ponad 20 księży wycinało ze słowników wpisy ze słowników i porządkowało je W ciągu trzech lat przetworzyli aż 2 miliony wpisów. Ze względu na ambitne założenia projektu i braki finansowe prace posuwały się bardzo wolno i dlatego do lat 60. XX w. dotrwał jedynie zespół redakcyjny chińsko-francuski pod kierownictwem ks. Yvesa Raguina SJ i Toma Carrela, pozostałe zespoły zostały rozwiązane. Pod koniec lat 80. do pracy zostały wykorzystane komputery nadzorowane przez sinologów. Słownik udało się wydać dopiero w 2001 roku. 11 maja 2011 roku miała swoją premierę w Muzeum w Szanghaju wersja DVD. Słownik jest dostępny na telefony i tablety z oprogramowaniem Android i IOS Apple dzięki oprogramowaniu Pleco
Wśród głównych autorów i początkowych twórców należy wymienić:
- André Deltour,
- Zsámár Jenő(inne języki) SJ (1904–1974),
- Yves Raguin SJ (1912–1998),
- Claude Larre SJ (1919–2001),
- Jean Lefeuvre SJ (1922–2010).

## Założenia projektu
Założenia projektu były bardzo ambitne, miał przedstawiać język chiński od najdawniejszych znaków jak: napisy na kościach wróżebnych, napisy na brązach, pismo małopieczęciowe, zawiera również w sobie klasyczny język chiński, jak i język współczesny. Zawiera szerokie objaśnienia etymologiczne. Twórcy konsultowali się z licznymi specjalistami (aktorami, kapłanami, i specjalistami medycyny chińskiej).

## Wydania
Grand Ricci składa się z siedmiu tomów ponad 1200 stron każdy, razem 8900 stron. Zawierają one 13.500 znaków chińskich i około 300.000 terminów lub wyrażeń.